# Фрай, Линдси
Линдси Фрай (англ. Lyndsey Fry; род. 30 октября 1992, Меса, Аризона) — американская хоккеистка, нападающий. Серебряный призёр зимних Олимпийских игр 2014 года, чемпионка мира 2013 года.

## Биография
В 2006—2009 годах играла в хоккей с шайбой за команду девушек Колорадо, за три сезона провела 57 матчей, набрала 97 (63+34) очков.
Выступала за сборную США среди девушек до 18 лет, в составе которой завоевала золотую и серебряную медали чемпионатов мира.
В 2010—2015 годах играла в чемпионате Национальной ассоциации студенческого спорта (NCAA) за команду Гарвардского университета «Гарвард Кримсон». За четыре сезона провела 123 матча, набрала 108 (50+58) очков.
В 2013 году в составе женской сборной США завоевала золотую медаль на чемпионате мира в Канаде. Провела 4 матча, очков не набрала.
В 2014 году вошла в состав женской сборной США по хоккею с шайбой на зимних Олимпийских играх в Сочи и завоевала серебряную медаль. Играла на позиции нападающего, провела 5 матчей, очков не набрала.
В сезоне 2018/19 была ассистентом главного тренера женской команды университета Гранд-Каньон.
С ноября 2018 года была специальным советником и представителем бренда клуба НХЛ «Аризона Койотис». В январе 2021 года вошла в состав клубной радиоредакции.